# Amigo 23

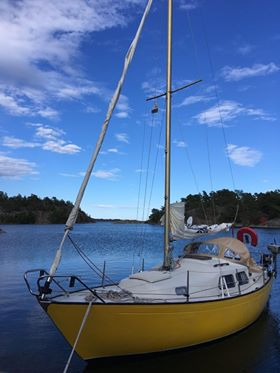
Amigo 23

Amigo 23 är en typ av segelbåt. Båtmodellen presenterades 1970. Den ritades av Carl Andersson (som även ritat Vindö-båtarna) och tillverkades av sonen Arne Arksund på Öckerö. Tillverkningen upphörde något år in på 1980-talet.
Amigo-båtarna finns även i storlekarna 27, 33 och 40, där siffran anger antalet kvadratmeter i krysstället (sammanlagda ytan på fock och storsegel). Alla modeller är långkölade men 40:an skiljer sig från de övriga i och med att den är en koster.
Båtarna är inga racers men besitter istället kvalitéer som gediget hantverk och sjöduglighet. En Amigo 23:a har bl.a. klarat resan Sverige–Peru tur och retur.